# Milica Dabović
Milica Dabović, född 16 februari 1982 i Cetinje, är en serbisk basketspelare. Dabović blev olympisk bronsmedaljör i basket vid sommarspelen 2016 i Rio de Janeiro.